# Metarbela tuckeri
Metarbela tuckeri is een vlinder uit de familie van de Metarbelidae. De wetenschappelijke naam van deze soort is voor het eerst gepubliceerd in 1875 door Arthur Gardiner Butler.

## Verspreiding
Deze soort komt voor in Zuid-Afrika.

## Waardplanten
De rups leeft op:
- Capparaceae
  - Maerua racemulosa
- Celastraceae
  - Putterlickia verrucosa
- Ebenaceae
  - Royena villosa
- Lauraceae
- Cryptocarya woodii
- Malvaceae
  - Grewia occidentalis
- Solanaceae
  - Cestrum aurantiacum